# Vláda Antona Ropa
Vláda Antona Ropa fungovala v období od 19. prosince 2002 do 3. prosince 2004.

## Koalice
- Liberalna demokracija Slovenije (LDS)
- Slovenska ljudska stranka (SLS) do 20. dubna 2004
- Demokratična stranka upokojencev Slovenije (DESUS)
- Združena lista socialnih demokratov (ZLSD)
- Stranka mladih Slovenije (SMS)

## Složení

### Předseda
- Anton Rop

### Ministři
- mag. Ivan Bizjak – ministr spravedlnosti (od 19. prosince 2002 do 20. dubna 2004)
- dr. Rado Bohinc – ministr vnitra (od 19. prosince 2002 do 3. prosince 2004)
- mag. Franc But – ministr zemědělství, lesnictví a potravinářství (od 19. prosince 2002 do 20. dubna 2004)
- Zdenka Cerar – ministryně spravedlnosti (od 20. dubna 2004 do 3. prosince 2004)
- mag. Milan Martin Cvikl – ministr bez portfeje odpovědný za evropské záležitosti (od 20. dubna 2004 do 3. prosince 2004)
- dr. Vlado Dimovski – ministr práce, rodiny a sociálních věcí (od 19. prosince 2002 do 3. prosince 2004)
- dr. Slavko Gaber – ministr školství, věd a sportu (od 19. prosince 2002 do 3. prosince 2004)
- dr. Pavel Gantar – ministr pro informační společnost (od 19. prosince 2002 do 3. prosince 2004)
- dr. Anton Grizold – ministr obrany (od 19. prosince 2002 do 3. prosince 2004)
- dr. Dušan Keber – ministr zdravotnictví (od 19. prosince 2002 do 3. prosince 2004)
- mag. Janez Kopač – ministr životního prostředí a plánování (od 19. prosince 2002 do 3. prosince 2004)
- mag. Zdenka Kovač – ministryně bez portfeje odpovědná za regionální rozvoj (od 19. prosince 2002 do 3. prosince 2004)
- dr. Matej Lahovnik – ministryně hospodářství (od 20. dubna 2004 do 3. prosince 2004)
- dr. Dušan Mramor – ministr financí (od 19. prosince 2002 do 3. prosince 2004)
- dr. Marko Pavliha – ministr dopravy (od 20. dubna 2004 do 3. prosince 2004)
- dr. Tea Petrin – ministryně hospodářství (od 19. prosince 2002 do 20. dubna 2004)
- dr. Milan Pogačnik – ministr zemědělství, lesnictví a potravinářství (od 20. dubna 2004 do 3. prosince 2004)
- dr. Janez Potočnik – ministr bez portfeje odpovědný za evropské záležitosti (od 19. prosince 2002 do 20. dubna 2004)
- Jakob Presečnik – ministr dopravy (od 19. prosince 2002 do 20. dubna 2004)
- Andreja Rihter – ministryně kultury (od 19. prosince 2002 do 3. prosince 2004)
- dr. Dimitrij Rupel – ministr zahraničních věcí (od 19. prosince 2002 do 6. července 2004)
- Ivo Vajgl – ministr zahraničních věcí (od 6. července 2004 do 3. prosince 2004)